# Ezra Miller
Ezra Matthew Miller  (født 30. september 1992) er en amerikansk skuespiller, kendt for sine roller i filmene City Island (2009), Another Happy Day (2011), og We Need to Talk About Kevin (2011). Miller medvirkede i 2012 i ungdomsfilmen The Perks of Being a Wallflower, med Logan Lerman og Emma Watson. I 2016 medvirkede Miller i den Harry Potter-baserede Fantastiske skabninger og hvor de findes.

## Filmografi
- 2016 - Fantastiske skabninger og hvor de findes
- 2018 - Grindelwalds forbrydelser
- 2022 - Dumbledores Hemmeligheder